# Miranda!
Miranda! è un gruppo musicale argentino di genere synth pop formatosi nel 2001.
Attivo nel paese d'origine, in america meridionale e conosciuto anche in Spagna, la formazione del gruppo originale era composta da Alejandro Sergi (voce e autore dei brani), Juliana Gattas (voce), Leandro "Lolo" Fuentes (chitarra e cori) e Bruno De Vicenti (produzione), ai quali si è unito nel 2003 Nicolás Grimaldi ("Monoto"). In seguito dall'abbandono da parte di Bruno De Vicenti (nel 2007), Leandro Fuentes (nel 2013) e Nicolás Grimaldi (2017), il gruppo prosegue la sua attività sotto forma di duo, affidandosi alla collaborazione di musicisti turnisti.
Al 2023 il gruppo ha inciso nove album in studio, quattro raccolte, diversi dischi dal vivo e numerosi singoli. Nel corso della carriera, il gruppo ha virato su generi musicali più legati all'elettropop, la post-disco, la dub e il pop rock.

## Storia

### Gli esordi:Es mentira
Il gruppo è stato formato nel 2001 da Alejandro Sergi (voce e autore), Juliana Gattas (voce), Lolo Fuentes (chitarra e cori) e Bruno de Vicenti (produzione). Fin dall'inizio, con la pubblicazione del primo disco Es mentira, la critica ha categorizzato il loro stile come elettropop melodrammatico, con influenze legate ad altri gruppi in lingua spagnola come i Pimpinela e i Mecano. Il loro nome è stato scelto di onore dell'attore Osvaldo Miranda, che la band ha sempre desiderato incontrare; questo accadde durante il Buen Dia Arriba festival, nel dicembre 2002, a Palermo Viejo.
Il loro primo album, apprezzato dalla critica anche a distanza di vent'anni dalla pubblicazione, fu accolto come un "ritorno al glamour" e "un rifugio festoso nel bel mezzo di una crisi", in riferimento alla crisi economica che aveva colpito l'Argentina in quegli ultimi anni, e musicalmente venne giudicato "una combinazione tra nelle melodie pop con forti ritmi elettronici e ballabili, i due elementi più importanti nelle canzoni dei Miranda!".
Dal loro primo album, Es Mentira, interamente scritto da Alejandro Sergi e prodotto da Bruno De Vicenti, sono stati estratti cinque singoli: Bailarina, Imán, Tu Juego, Agua e Romix.

### 2004-2006:Sin Restricciones

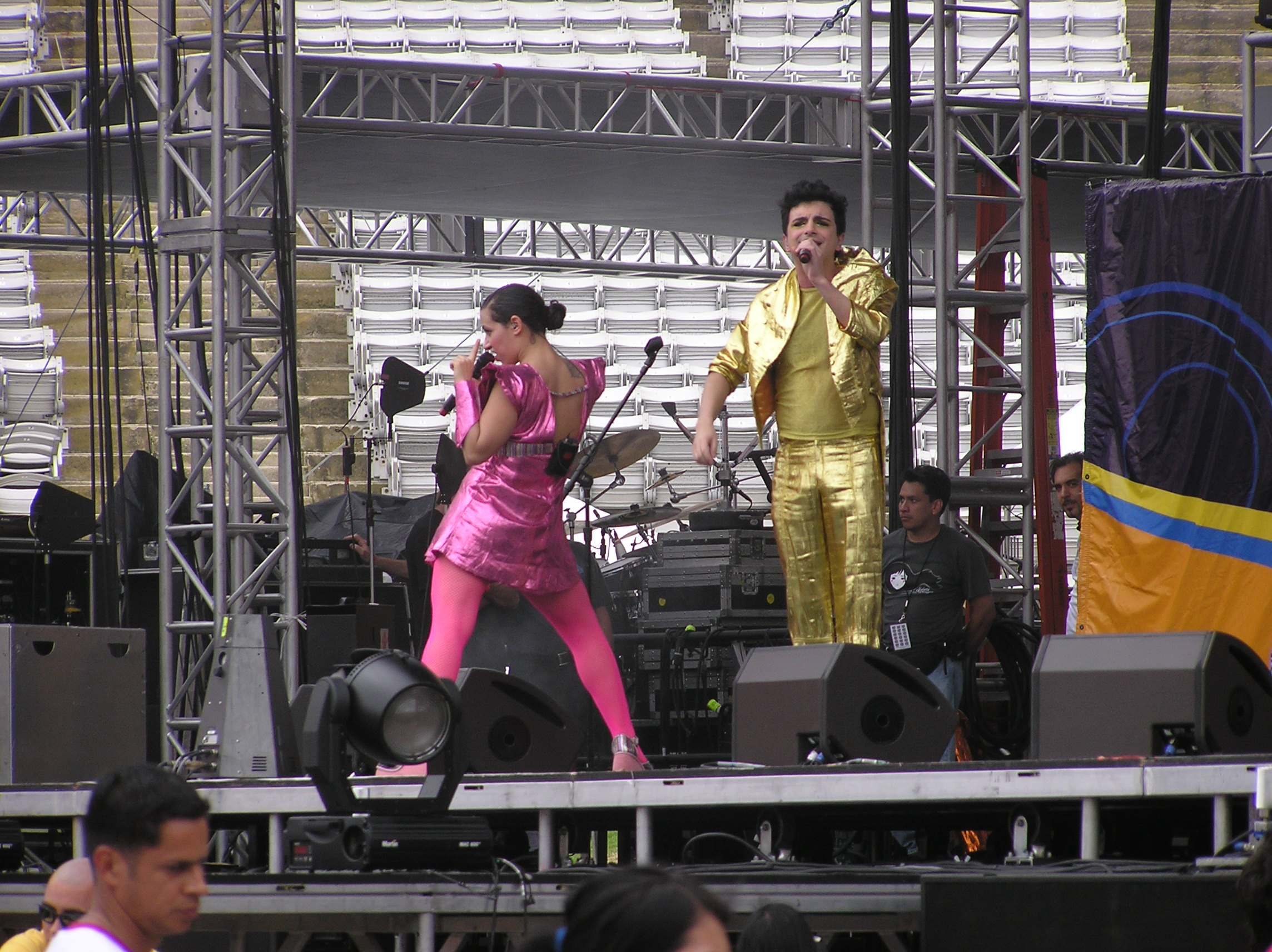
Miranda! in un'esibizione a Los Angeles nel 2006

Successivamente al successo del primo disco, il gruppo ha iniziato a lavorare alla realizzazione del secondo album, che ha vinto la luce nel settembre 2004 con il titolo Sin restricciones. Scritto da Alejandro Sergi e stavolta prodotto da Eduardo Schmidt e Pablo Romero, l'album è stato considerato meno ricco del precedente, ma si tratta del disco che contiene il maggior numero di successi del gruppo; dal disco sono stati tratti brani come Yo te diré, Traición, El profe e Don, inserita a vent'anni di distanza da Rolling Stone al diciassettesimo posto della lista delle "300 canzoni del rock argentino del ventunesimo secolo"
Il disco fu premiato con due MTV Video Music Awards Latin America, come Best Alternative Artist e Best Artist South e con un Premios Gardel nella categoria "Best Pop Group Album", ottenendo inoltre il disco di platino per le vendite in Argentina e in Messico.
La promozione dell'album proseguì anche con la realizzazione di due date live al Teatro Gran Rex di Buenos Aires, la cui registrazione fu poi sfruttata per la pubblicazione dell'album dal vivo del gruppo En vivo sin restricciones!, pubblicato nel luglio 2005. Nello stesso periodo hanno aperto il concerto di Moby a Santiago del Cile nel settembre 2005 e, sempre nello stesso anno, si sono esibiti in Paraguay al Pilsen Rock Festival insieme ai 2 Minutos e agli Attaque 77 davanti a 45mila persone e trasmesso in diretta televisiva.
Nel 2006, invece, è stato pubblicato l'EP  Quereme! Tributo a las Telenovelas, contenente tre brani utilizzati in precedenza come sigle di telenovelas di successo: Quiéreme… tengo frío, dalla telenovela Piel Naranja, Una lágrima sobre el teléfono da Una voz en el teléfono e Esa extraña dama, tratta dall'omonima serie, che fu eseguita dal gruppo durante l'assegnazione del Premio Martín Fierro in diretta televisiva.

### 2007-2008:El disco de tu corazóneEl templo del pop

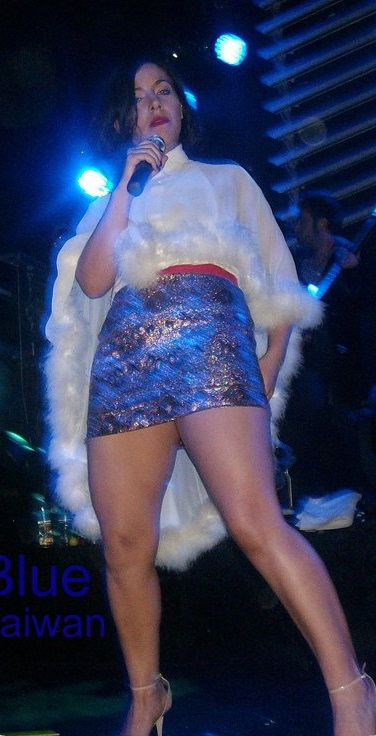
La cantante Juliana Gattas, tra i membri fondatori del gruppo, nel 2009

I primi mesi del 2007 furono caratterizzati dall'abbandono del gruppo da parte di Bruno De Vincenti, produttore del primo disco che aveva partecipato alla realizzazione del secondo in veste di programmatore. De Vincenti partecipò poco alla registrazione del terzo album di inediti, El disco de tu corazón, prodotto da Cachorro Lopez e pubblicato il successivo mese di maggio 2007 sempre per l'etichetta discografica Pelo Music e anticipato dal singolo di lancio Prisionero.
Il disco, realizzato con un maggior budget rispetto ai precedenti realizzati negli studi casalinghi dei componenti del gruppo, contiene due collaborazioni, una con Julieta Venegas per il brano Perfecta, dalle sonorità elettroniche e reggae con Julieta Venegas (secondo singolo estratto nell'estate del 2007) e una con i Fangoria nel brano Vete de aquí. Si discosta anche dalle sonorità dei precedenti dischi, virando verso la post-disco, la dub e il pop rock. Ottenne un ottimo successo di vendite e critica, raggiungendo la vetta della classifica argentina nella prima settimana di giugno e venendo nominato ai Latin Grammy Awards del 2007 nella categoria "Best Pop Album by a Duo or Group with Vocal" (vinto poi da La Quinta Estación con l'album El mundo se equivoca) e una nomination al Premios Gardel 2008 nella categoria "Best Pop Group Album", da loro vinta nel 2005 grazie a Sin restricciones.
Alla fine del 2007 fu pubblicato il doppio disco El disco de tu corazón + Vivo, che affiancava alla pubblicazione ordinaria del disco una registrazione dal vivo delle esibizioni del 9 e 10 agosto dello stesso anno al Teatro Gran Rex di Buenos Aires, che contiene due versioni remix di Perfecta (con la voce di Juliana Gattas al posto di quella di Julieta Venegas) e di Prisionero, oltre ai videoclip di Prisionero, Perfecta e di un altro singolo tratto dall'album, Hola, utilizzato all'interno della telenovela Lalola.
L'anno successivo, nell'agosto 2008, è stata pubblicata l prima raccolta di successi del gruppo, El templo del pop, contenente venti tracce tra cui due inediti (Chicas e Mi propia vida e un megamix chiamato Mirandamix realizzato da DJ Deró. La raccolta ha ottenuto successo anche in Spagna, dove ha ottenuto un disco d'oro grazie alla popolarità ottenuto attraverso la diffusione di segmenti dei loro brani come suonerie telefoniche. Nello stesso anno hanno ricevuto diverse nomination agli MTV Latinoamérica nelle categorie "Artista dell'anno", "Miglior gruppo o duo", "Miglior artista pop" e "Miglior artista del sud". Sempre nell'agosto 2008 si sono esibiti all'evento benefico Un sol para los chicos.

### 2009-2012:Miranda es imposible!eMagistral

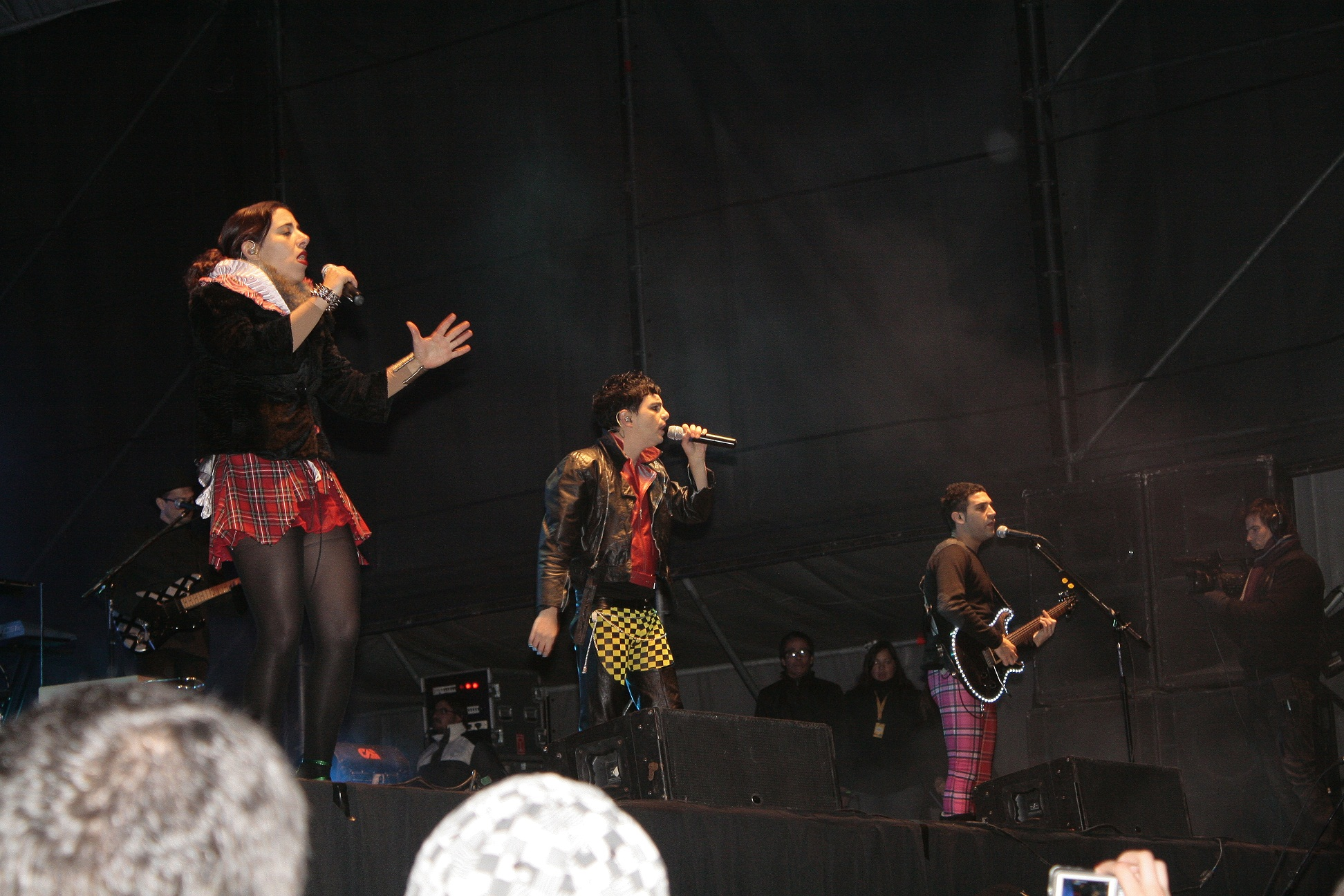
Da sinistra: i cantanti Juliana Gattas e Alejandro Sergi e il chitarrista Leandro "Lolo" Fuentes durante un'esibizione dal vivo nel 2011

Il gruppo tornò con un nuovo singolo il 22 giugno 2009, Mentía, che ha anticipato la pubblicazione del quarto album in studio, Miranda es imposible!, pubblicato nel successivo mese di agosto dall'etichetta discografica Pelo Music e prodotto prevalentemente da Cachorro Lopez, che aveva curato anche il precedente disco, ma con alcune tracce prodotte anche da Capri, Gabriel Lucena e dallo stesso Alejandro Sergi. L'album è stato accompagnato dalla pubblicazione di altri tre singoli: Lo que siento por ti, uscito nel novembre 2009, e Tu misterioso alguien, pubblicato nel giugno 2010. A fine 2009, il gruppo ha pubblicato anche il suo terzo album dal vivo, Miranda Directo!, che contiene la registrazione tratta dall'esibizione del 2 ottobre 2009 al Teatro Gran Rex. Il disco si è aggiudicato nel 2010 il Premios Gardel nella categoria "Best Pop Group Album". Nonostante il buon riscontro da parte della critica, che segnalò inoltre una particolare svolta dark del gruppo paragonando il disco al contemporaneo fenomeno di Twilight, ha ottenuto meno riscontri da parte del pubblico rispetto ai precedenti, raggiungendo appena la settantesima posizione della classifica messicana.
Dopo l'uscita nel 2010 del singolo Ritmo & Decepción, in coincidenza con il decimo anniversario dalla nascita del gruppo fu annunciato il titolo del quinto album di inediti, Magistral, uscito il successivo 13 settembre ancora una volta per l'etichetta discografica Pelo Music in Argentina e ancora una volta prodotto da Cachorro Lopez. Accompagnato dal singolo Ya lo sabía, il disco ottenne un buon successo di vendite, diventando inoltre il primo dei loro album a entrare nella classifica degli album più venduti in Spagna, dove era stato pubblicato dalla Warner. Altri singoli estratti da Magistral sono stati Dice lo que siente e Puro talento.
In questo periodo, il gruppo è stato nominato ai Kids' Choice Awards Argentina 2012 per il brano Ya lo sabía e ha vinto il Premios Quiero 2012 per il videoclip del singolo Dice lo que siente e nuovamente il Premios Gardel del 2012 nella sezione "Best Pop Group Album".
Parallelamente all'attività discografica, i due cantanti del gruppo Alejandro Sergi e Juliana Gattas hanno partecipato come coach a La voz argentina, nella prima edizione argentina del talent show internazionale The Voice in onda su Telefe, Hanno inoltre partecipato alla colonna sonora del film adolescenziale Caídos del mapa.
Sempre nel corso del 2012, Ale Sergi ha avviato una collaborazione con Marcelo Moura, leader del gruppo rock argentino Virus, insieme al quale ha pubblicato l'album Choque.

### 2013-2016:Safari

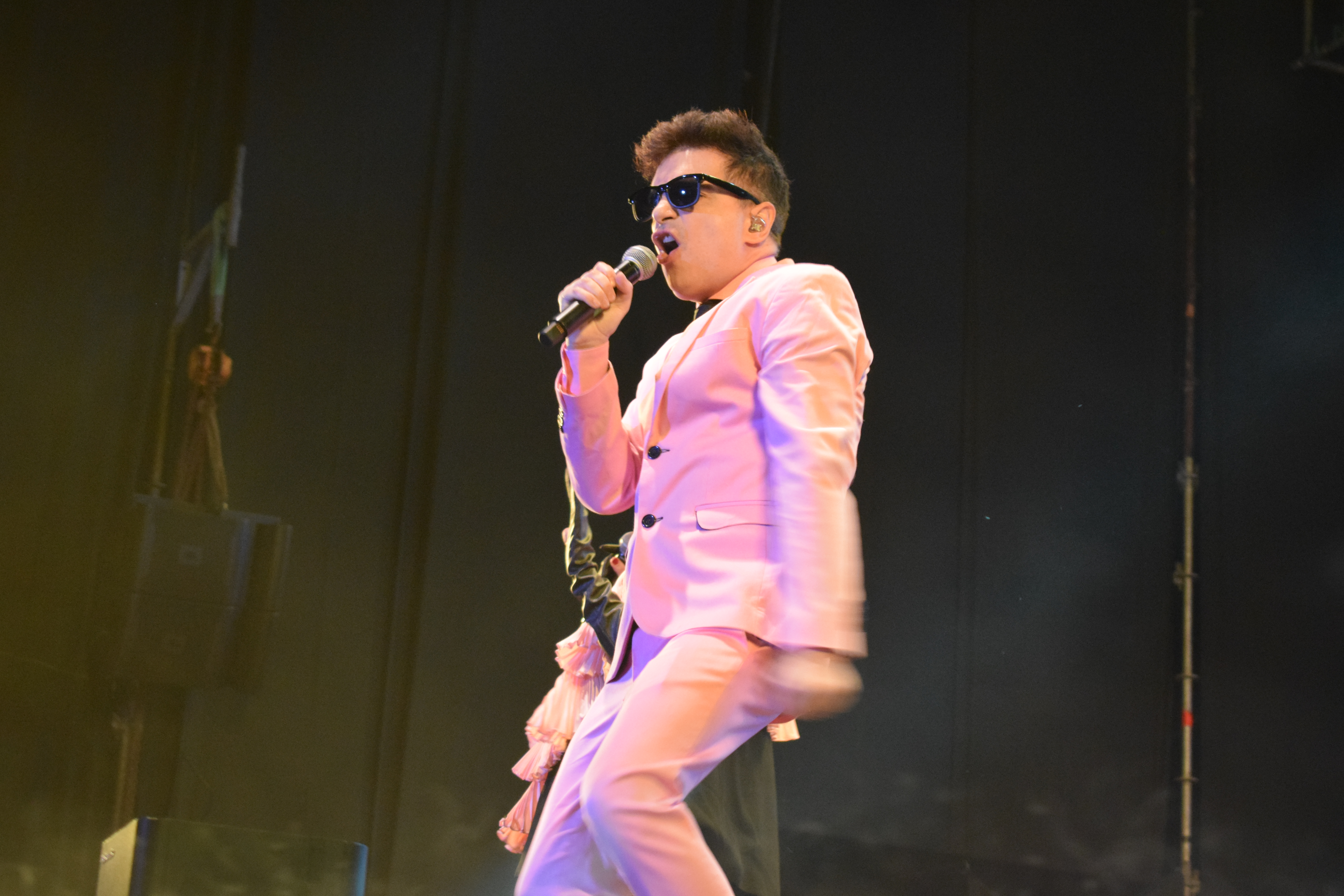
Il cantante Alejandro Sergi, tra i membri fondatori del gruppo

Il 2014 si aprì con l'annuncio dell'uscita dalla formazione di Leandro "Lolo" Fuentes, chitarrista facente parte della formazione originaria del gruppo fin dal 2001 insieme a Sergi, Juliana Gattas e Bruno De Vincenti. Fuentes dichiarò che la separazione del gruppo avvenne per disaccordi con gli altri compagni, che lo portarono quindi al distacco, avviando così una carriera come solista. Poco prima, il 19 dicembre 2013, il gruppo pubblicò il singolo Extraño che ha anticipato la pubblicazione del sesto album di inediti, Safari, uscito il successivo 22 luglio 2014 sempre per l'etichetta discografica Pelo Music e anticipato da un ulteriore singolo, Fantasmas, uscito nel mese di giugno. Il disco, che contiente una nuova collaborazione con il duo musicale Fangoria (dopo quella presente in El disco de tu corazón) con il brano Miro la vida pasar, ottenne un buon successo di critica ricevendo due nomination al Premios Gardel 2015 nelle categorie "Album of the Year" e "Best Pop Group Album", vincendo quest'ultimo, entrando anche nella classifica spagnola degli album più venduti.
Il 24 gennaio 2015 il gruppo, ormai composto dal trio Ale Sergi, Juliana Gattas e Nicolás "Monoto" Grimaldi, partecipò al Personal Fest, al fianco di artisti come Coti Sorokin, Illya Kuryaki & the Valderramas, Maxi Trusso e i Cirse. Sempre nel corso del 2015, le due voci del gruppo Ale Sergi e Juliana Gattas hanno partecipato come giudici al talent show di Telefe Elegidos, la música en tus manos e contemporaneamente Ale Sergui insieme al produttore Cachorro López, Julieta Venegas e Didi Gutman formarono il supergruppo chiamato Meteoros.
A fine 2015 hanno poi pubblicato un nuovo album dal vivo, intitolato Miranda! Vivo e composto da due CD e un DVD che includono oltre al repertorio del gruppo anche le cover dei brani Amor amarillo di Gustavo Cerati e I Love It delle Icona Pop, oltre ad alcune collaborazioni con il gruppo rock Los Tipitos. Nel settembre 2016 pubblicano invece El templo del pop, Vol. 2, seconda raccolta dei loro più grandi successi.

### 2016-2018:Fuerte
Un nuovo singolo del gruppo, intitolato 743, è stato pubblicato nel novembre 2016 insieme alle prime indiscrezioni sul settimo album di inediti. Nei primi mesi del 2017 fu invece pubblicato il singolo Quiero vivir a tu lado, composto come colonna sonora per un'omonima telenovela. Entrambi i singolo ebbero un ottimo successo di vendite, entrando nella top 20 delle classifiche di Argentina e Uruguay.
Il 3 marzo 2017 il gruppo comunicò l'uscita dalla formazione del bassista "Motono", Nicolás Grimaldi, presente nel gruppo fin dal 2003, avvenimento che ha portato quindi il gruppo a diventare definitivamente un duo. Nello stesso periodo, Ale Sergi ha avviato un ulteriore progetto musicale parallelo chiamato Satélites 23, di cui fanno parte anche Diego Poso e Gabriel Lucena, che partecipa come musicista anche ai concerti e alle registrazioni in studio del gruppo principale pur non facendone parte come componente ufficiale.
Il nuovo disco, intitolato Fuerte, è stato pubblicato il 21 aprile 2017 ed è, a giudizio del duo stesso, meno coerente con i precedenti, definendolo una "raccolta di canzoni", in linea con l'evoluzione della fruizione della musica, sempre meno legata all'ascolto di interi album discografici a causa della diffusione delle piattaforme di ascolto in streaming. Si è trattato del primo album pubblicato dall'etichetta discografica multinazionale Sony Music, presentato alla stampa con un finto matrimonio tra i due cantanti del gruppo. Prodotto ancora una volta da Ale Sergi insieme a Cachorro López, il disco contiente diverse collaborazioni: quella con Natalia Oreiro nel brano Tu hombre, una con Jesús Navarro (cantante dei Reik) in Enero e quella con Carlos Sadness in Cálido y rojo.
Nel successivo mese di novembre, il gruppo ha fatto il suo primo tour in Spagna come artista principale, mentre l'album Fuerte ha ricevuto una nomination ai Latin Grammy Awards nella categoria "Best Pop/Rock Album".
Ricevette inoltre due nomination al Premios Gardel 2018 per le categorie "Best Cover Design" e "Best Pop Group Album", vincendo in quest'ultima categoria e diventando il quinto album del gruppo a ottenere questo risultato.
L'anno successivo il gruppo ha pubblicato due singoli slegati dalla pubblicazione di interi album: Lejos de vos e Colisión.

### 2019-2021:PrecozeSouvenir

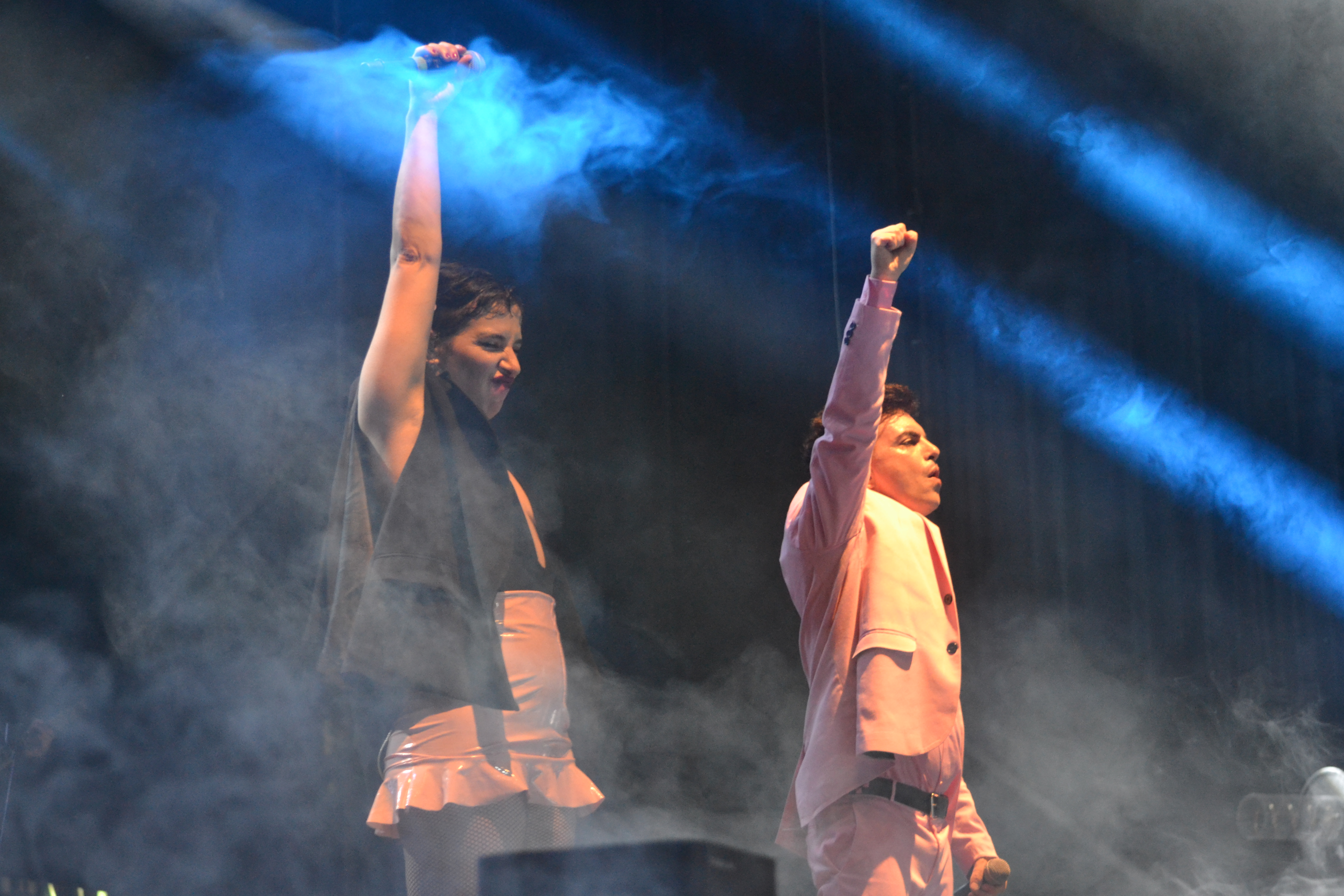
Alejandro Sergi e Juliana Gattas al Festival Verano Iquique 2020

Dopo aver pubblicato nel corso del 2019 due singoli, Me gustas tanto e Un tiempo, inizialmente annunciati come singoli di lancio dell'ottavo album di inediti, la band ha pubblicato a sorpresa nel dicembre dello stesso anno il suo secondo EP, Precoz, contenente i due brani insieme ad altri sei inediti, annunciando l'uscita dell'ottavo disco al 2020, appuntamento che tuttavia fu posticipato a causa del coinvolgimento dell'Argentina nella Pandemia di Covid-19. L'EP, nominato al Premios Gardel nella categoria "Best Pop Group Album", permette al gruppo di aggiudicarsi per la sesta volta nella loro carriera. Il duo non rimase tuttavia inattivo nel corso del 2020, realizzando il primo maggio il brano Casi feliz, colonna sonora di un'omonima serie televisiva realizzata per Netflix, e altri due singoli: Luna de papel (nel mese di agosto) e Entre las dos (a dicembre), duetto con Javiera Mena.
L'ottavo disco, dal titolo Souvenir, è stato infine annunciato nel mese di aprile e pubblicato il successivo 7 maggio 2021. Oltre alla collaborazione con Javiera Mena per il singolo Entre las dos, contiene un duetto con in gruppo indie rock spagnolo Sidonie, ed è stato descritto dalla band come un album prevalentemente elettronico, che spazia tra vari generi musicali tra cui la musica house, la dancehall, la disco music, il synthpop anni ottanta, il cantautorato e la musica elettronica. Anche Souvenir ricevette una nomination come "Best Group Pop Album", portando il duo a vincere la categoria per la settima volta.

### 2022-presente:Hotel Miranda!
Dopo aver collaborato con il cantante URI per la realizzazione del suo singolo Respirar, nel marzo 2022 il duo comunicò che stava lavorando al nono album di inediti, pubblicando inoltre il singolo El arte de recuperarte. Nel successivo mese di giugno sono apparsi del singolo dell'artista argentino Oscu, Papeles, mentre nel mese di agosto hanno pubblicato un loro ulteriore singolo, Dos, inciso insieme al rapper Dillom. Nello stesso periodo vengono celebrati dalla stampa i vent'anni dall'esordio del gruppo, e il loro primo disco Es mentira viene ricordato come uno dei migliori dischi che compiono 20 anni nel 2022.
Nel successivo mese di novembre è stata pubblicata come singolo una nuova versione di Don, tra i successi principali del gruppo e originariamente pubblicata nel 2004, in chiave rivisitata in un duetto con il cantante Ca7riel, che entrò nella classifica dei singoli argentina Billboard Argentina Hot 100 alla posizione numero quaranta. Poche settimane dopo, l'8 dicembre, è stata pubblicata una nuova versione del brano Navidad del 2004 in duetto con il gruppo Bandalos Chinos, mentre a gennaio è stato pubblicata una versione inedita di Yo te diré in duetto con Lali Espósito che ha raggiunto la posizione numero ventisei della classifica argentina. Nello stesso mese si sono esibiti al Medio y Medio Festival Punta Ballena del dipartimento di Maldonado, in Uruguay, e il successivo 23 febbraio hanno pubblicato un altro singolo basato su un loro vecchio successo, Uno los dos, stavolta in duetto con Emilia Mernes, che è diventato il primo successo del gruppo ad entrare nella "Top 15" della classifica Billboard Argentina Hot 100, classifica ufficiale argentina istituita nel 2018. I cinque singoli, insieme ad altre sei tracce del repertorio storico del gruppo rivisitate e reincise con altrettanti artisti contemporanei, hanno composto il nono album di inediti del gruppo, intitolato Hotel Miranda!, che è stato pubblicato durante la primavera 2023 in maniera digitale, rivelando le tracce poco per volta; le tracce non ancora svelate erano presentate nelle piattaforme con dei titoli fittizi relativi al mondo alberghiero. Inteso dal leader Ale Sergi come "una celebrazione al nostro repertorio e alla nostra carriera", è stato accompagnato da altri due singoli: una nuova versione di Prisionero con il cantante messicano Cristian Castro e una di Perfecta con María Becerra e il rapper FMK, che ha raggiunto l'ottavo posto nella Billboard Argentina Hot 100. Il 30 maggio, con la rivelazione e pubblicazione sulle piattaforme digitali della traccia Tu misterioso alguen in una nuova versione realizzata in collaborazione con Andrés Calamaro, è stata completata la pubblicazione del loro nono disco di inediti.
Nello stesso periodo, il duo ha proseguito un tour in Messico, mentre per l'ottobre 2023 sono state pianificate quattro date consecutive allo stadio Luna Park di Buenos Aires e una data finale allo Stadio Ferro Carrill Oeste nel mese di dicembre.

## Stile e influenze
Nel corso della carriera, il gruppo ha dichiarato di essersi fatto influenzare da gruppi come gli Agapornis, gruppo argentino di cumbia pop, o il gruppo metal O'Connor. Sono stati inoltre assimilati dalla critica a gruppi come i Pimpinela e i Mecano.

## Formazione

### Attuali
- Alejandro "Ale" Sergi - voce (2001-) e chitarra (2007-)
- Juliana "Juli" Gattás - voce (2001-)

#### Ex componenti
- Bruno De Vincenti - chitarra, cori (2001-2007)
- Leandro "Lolo" Fuentes - basso (2001-2014)
- Nicolás "Monoto" Grimaldi - (2003-2017)

### Musicisti turnisti
- Gabriel Lucena - chitarra, (2009-2017, 2022-) tastiere, programmazione, (2010-2017) cori, (2010-) basso (dal 2017)
- Ludovica Morell - batteria (2010-)

#### Ex musicisti turnisti
- Sebastián Rimoldi - tastiere (2006-2010) programmazione (2007-2010)
- Dany Ávila - batteria (2009-2010)
- Anuk Sforza - chitarra (2017-2022)

## Discografia
- 2002 - Es mentira
- 2004 - Sin restricciones
- 2007 - El disco de tu corazón
- 2009 - Miranda es imposible!
- 2011 - Magistral
- 2014 - Safari
- 2017 - Fuerte
- 2021 - Souvenir
- 2023 - Hotel Miranda!